# Derek Sanderson
Derek Michael „The Turk“ Sanderson  (* 16. Juni 1946 in Niagara Falls, Ontario) ist ein ehemaliger kanadischer Eishockeyspieler (Rechtsaußen), der von 1968 bis 1977 für die Boston Bruins, New York Rangers, St. Louis Blues, Vancouver Canucks und Pittsburgh Penguins in der National Hockey League sowie die Philadelphia Blazers in der World Hockey Association spielte.

## Karriere
Sanderson wuchs in Niagara Falls auf und spielte dort auch als Junior bei den Niagara Falls Flyers in der Ontario Hockey Association. Mit den Flyers gewann er 1965 den Memorial Cup. Bereits in der Saison 1965/66 kam er zu seinen ersten Einsätzen bei den Boston Bruins. Nach einem weiteren Jahr mit den Flyers, in dem er Topscorer der OHA wurde und erneut zwei Spiele in Boston bestritt, kam er zur Saison 1967/68 richtig in der NHL an.
In einem Team mit Bobby Orr und Phil Esposito zeigte er sich als robuster Spieler ohne Angst vor Auseinandersetzungen und konnte so als Nachfolger von Orr die Calder Memorial Trophy gewinnen. In den kommenden Jahren bildete er zusammen mit Ed Westfall und Don Marcotte eine der besten defensiven Sturmreihen der Liga und half so mit, dass die Bruins in den Spielzeiten 1969/70 und 1971/72 den Stanley Cup gewinnen konnten. In den Finals 1970 legte er Bobby Orr das entscheidende Tor auf. Das hierbei geschossene Foto zählt zu den weitverbreitetsten Eishockeyfotografien überhaupt. Äußerlich fiel er durch sein langes Haar und seinen üppigen Schnurrbart auf, fuhr große Autos und kleidete sich auffällig, doch auf dem Eis glänzte er durch starkes Unterzahlspiel und seine Stärke beim Bully.
In der neu gegründeten World Hockey Association bekam Sanderson ein unglaubliches Angebot von 2,65 Mio. US-Dollar von den Philadelphia Blazers. Die Bruins konnten mit diesem Angebot nicht mithalten und so wurde Sanderson zum bestbezahlten Sportler dieser Zeit, noch vor Pelé. Er spielte jedoch nur 8 Spiele für den Blazers, die ihn zum einen wegen seines ausschweifenden Lebensstils, aber auch aus finanziellen Gründen schon bald aus seinem Vertrag kauften.
Er kehrte zu den Bruins zurück, doch nach dem Ende der folgenden Saison wechselte er zu den New York Rangers. gemeinsam mit zwei Football Stars eröffnete er in New York mit dem „Bachelors III“ auch einen trendigen Nachtclub in der Upper East Side.
Alkohol und andere Drogen beeinflussten seine sportliche Leistung und so wechselte der ehemalige Star erst für zwei halbe Spielzeiten zu den St. Louis Blues und dann noch für je ein paar wenige Spiele zu den Vancouver Canucks und den Pittsburgh Penguins, bevor er seine Karriere beendete.
Nach seinem Karriereende stürzte er ins Bodenlose, verlor sehr viel Geld und hatte massive gesundheitliche Probleme. Einige Freunde halfen ihm, sein Leben wieder in Griff zu bekommen und körperlich auf die Beine zu kommen. Er arbeitete einige Jahre als Fernsehreporter und ist seit längerem in einer Agentur tätig, die junge Sportler in finanziellen Fragen berät. Hier bringt er nicht zuletzt seine eigene Erfahrung mit ein um anderen ein Schicksal wie seines zu ersparen.

## Auszeichnungen
- 1967: Eddie Powers Memorial Trophy
- 1968: Calder Memorial Trophy